# 아욱메풀
아욱메풀(Dichondra repens)은 제주도, 전라남도 추자도의 산이나 들, 갈기에 나는 여러해살이풀로 군생하며, 전체에 가는 털이 나고, 마디에서 뿌리가 내린다. 잎은 신장상 심장형, 둥근 심장형, 길이 5-15mm, 끝은 둥근 모양, 밑은 심장형, 가장자리는 밋밋하고, 잎자루는 길다. 꽃은 노란색, 지름 3mm, 잎겨드랑이에 1송이씩 달리고, 꽃자루가 있다. 화관은 깊게 5갈래, 갈래는 꽃받침보다 짧다. 열매는 삭과로 긴 털이 드문드문 있고, 2개가 곧게 서며, 분과는 둥근 모양이다.